# The Return of Mr. Zone 6
The Return of Mr. Zone 6 è l'ottavo album in studio del rapper statunitense Gucci Mane, pubblicato nel 2011.

## Tracce
1. 24 Hours – 4:35
2. Mouth Full Of Golds (featuring Birdman) – 4:10
3. This Is What I Do (featuring Waka Flocka Flame & OJ da Juiceman) – 4:46
4. Reckless (featuring Cap & Chill Will) – 4:28
5. Shout Out To My Set (featuring Wooh Da Kid) – 4:00
6. I Don't Love Her (featuring Rocko & Webbie) – 4:04
7. Better Baby – 3:32
8. Brinks (featuring Master P) – 3:28
9. Pretty Bitches (featuring Wale) – 4:49
10. Pancakes (featuring Waka Flocka Flame & 8Ball) – 4:19
11. Hell Yeah (featuring Slim Dunkin) – 3:45
12. My Year – 3:53
13. Trick or Treat (featuring Slim Dunkin, Wooh Da Kid & Waka Flocka Flame) – 6:21

## Classifiche
| Classifica (2011) | Posizione raggiunta |
| ----------------- | ------------------- |
| Stati Uniti       | 18                  |